# Zahl und stirb
Zahl und stirb (Originaltitel: Sei bounty killers per una strage) ist ein Italowestern von Franco Lattanzi, der aufgrund seiner Amateurhaftigkeit zu den schlechtesten Filmen des Genres gezählt wird. Die deutschsprachige Erstaufführung erfolgte auf Video.

## Handlung
Eine Bande überfällt ein Bataillon Soldaten, da sie es auf die Familie des Gouverneurs abgesehen hat. Durch deren Entführung will sich der verbrecherische „Ire“ die Herrschaft über das von zumeist zwielichtigen Gestalten bevölkerte Abilene sichern. Der Gouverneur engagiert daraufhin sechs Kopfgeldjäger, die der Bande den Garaus machen.

## Kritik
Der „unsäglich dilettantische“ Film wurde von Christian Keßler u. a. folgendermaßen ironisch umrissen: die Stuntleute „bemühen sich, möglichst krumm durch die Gegend zu segeln“, die Scharfschützen „haben noch niemals eine Waffe abgefeuert“, die Akteure „können besser rauchen als spielen“. Zahlreiche Anschlussfehler und widersinnige Szenen ergeben „ein bitteres Omelette“, der Film ist „grottenschlecht“.